# Monastyr Petkovica (Fruška Gora)
Monastyr Petkovica (Манастир Петковица) – świątynia prawosławna należąca do Serbskiego Kościoła Prawosławnego. Znajduje się w południowo-zachodniej części pasma górskiego Fruška Gora w pobliżu wsi Šišatovac w Wojwodinie (północna Serbia).

## Historia
Według miejscowych przekazów klasztor założony został przez Jelenę Štiljanović, wdowę po serbskim despocie Stefanie Štiljanoviciu. Monastyr powstał zatem prawdopodobnie w pierwszej połowie XVI wieku, choć niektóre źródła podają nawet wiek XIII za okres wybudowania świątyni. Pierwsze potwierdzone wzmianki o klasztorze pochodzą z lat 1566–1567 roku. Świątynia była wielokrotnie niszczona i odbudowywana. Zachowała jednak w dużej mierze swój pierwotny wygląd i charakter. W 1990 roku monastyr został ogłoszony pomnikiem kultury o szczególnym znaczeniu dla Republiki Serbii.

## Architektura
Monastyr Petkovica jest jednonawową konstrukcją z kamienia, wybudowaną na planie krzyża. Całość zamurowano cegłami, a następnie otynkowano. Świątynia powstała zgodnie z założeniami stylu morawskiego. Wewnątrz znajduje się nowy ikonostas, poprzedni, pochodzący z 1735 roku, został niemal doszczętnie zniszczony w czasie II wojny światowej.

## Galeria

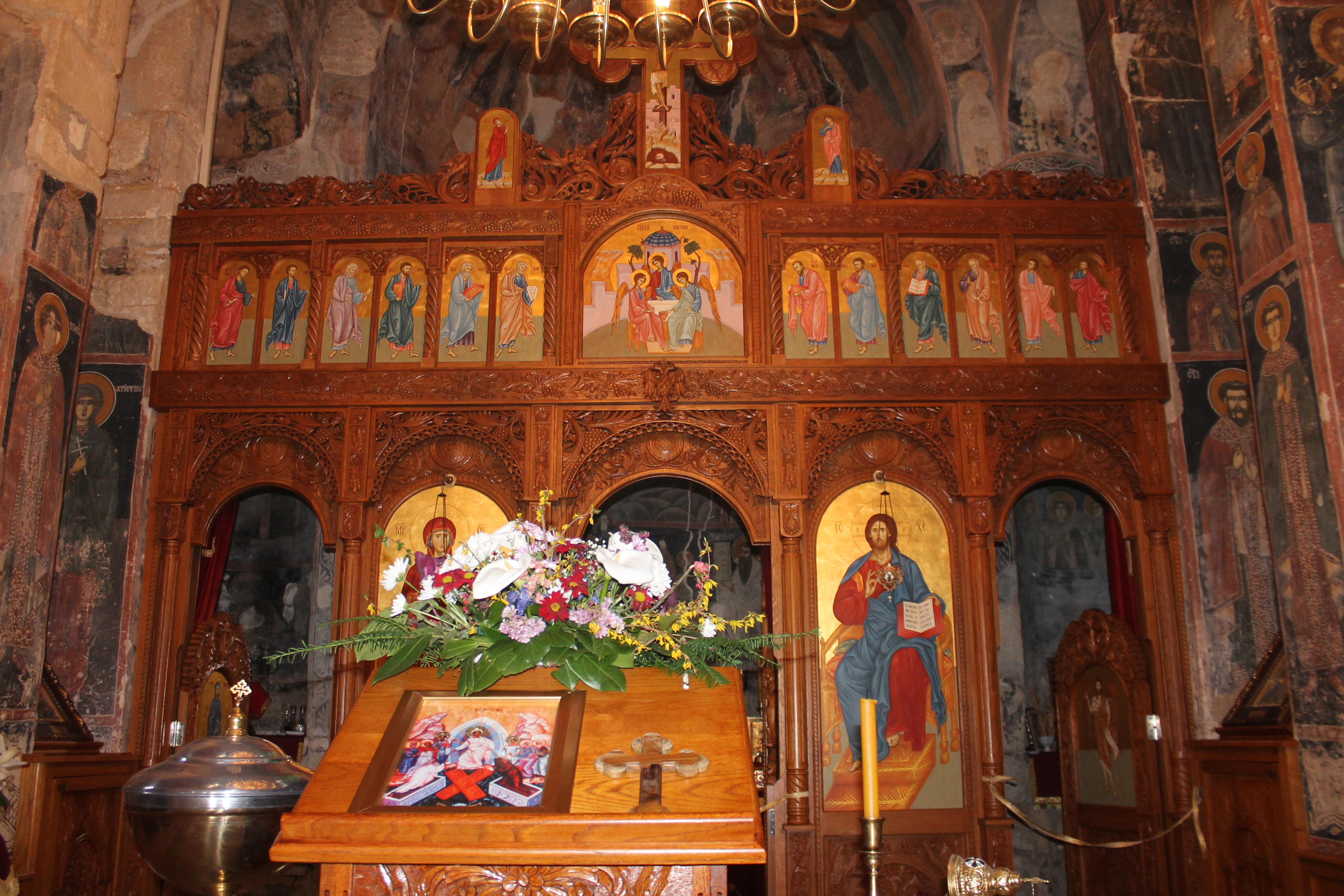
Ikonostas
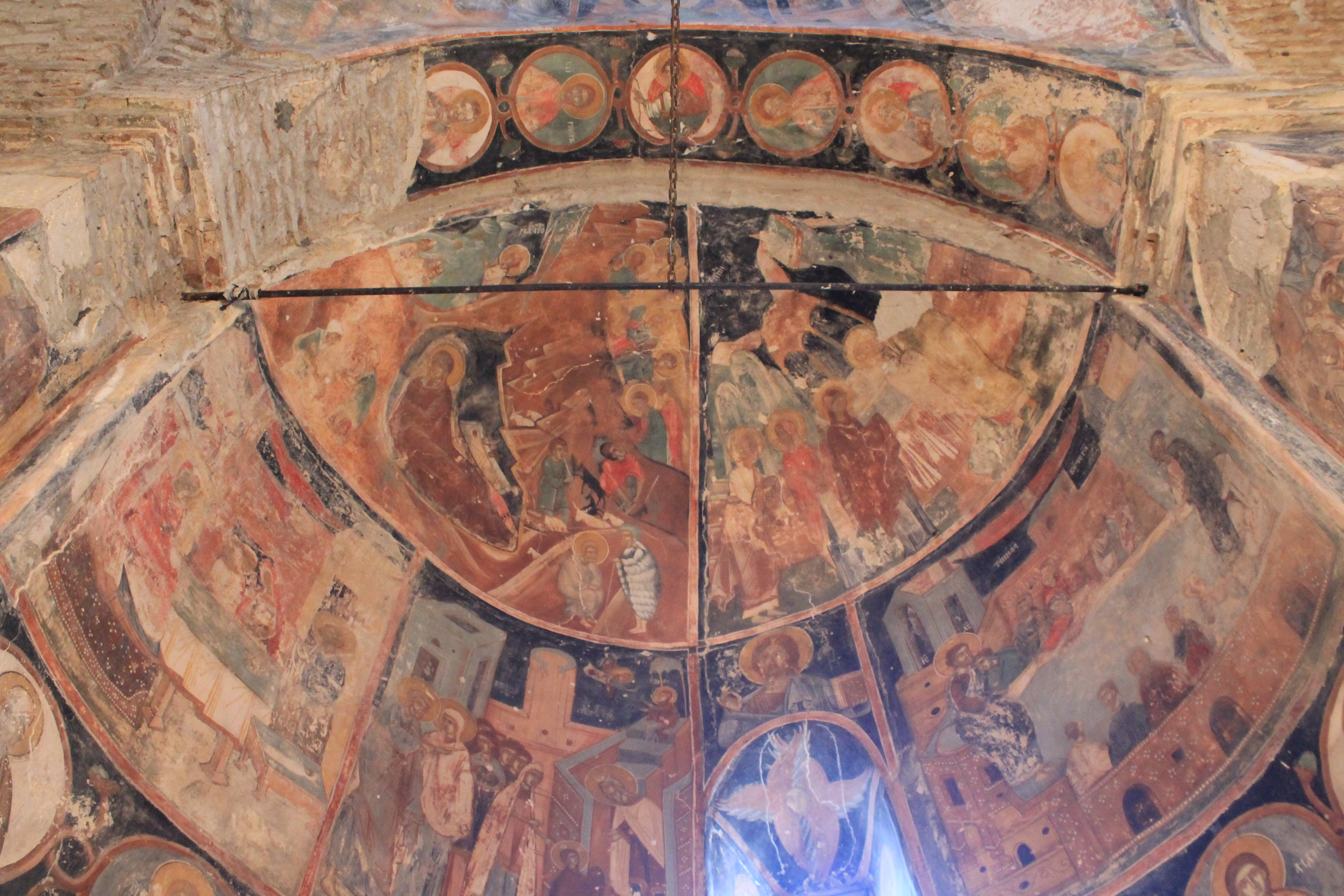
Kopuła z freskami od wewnątrz
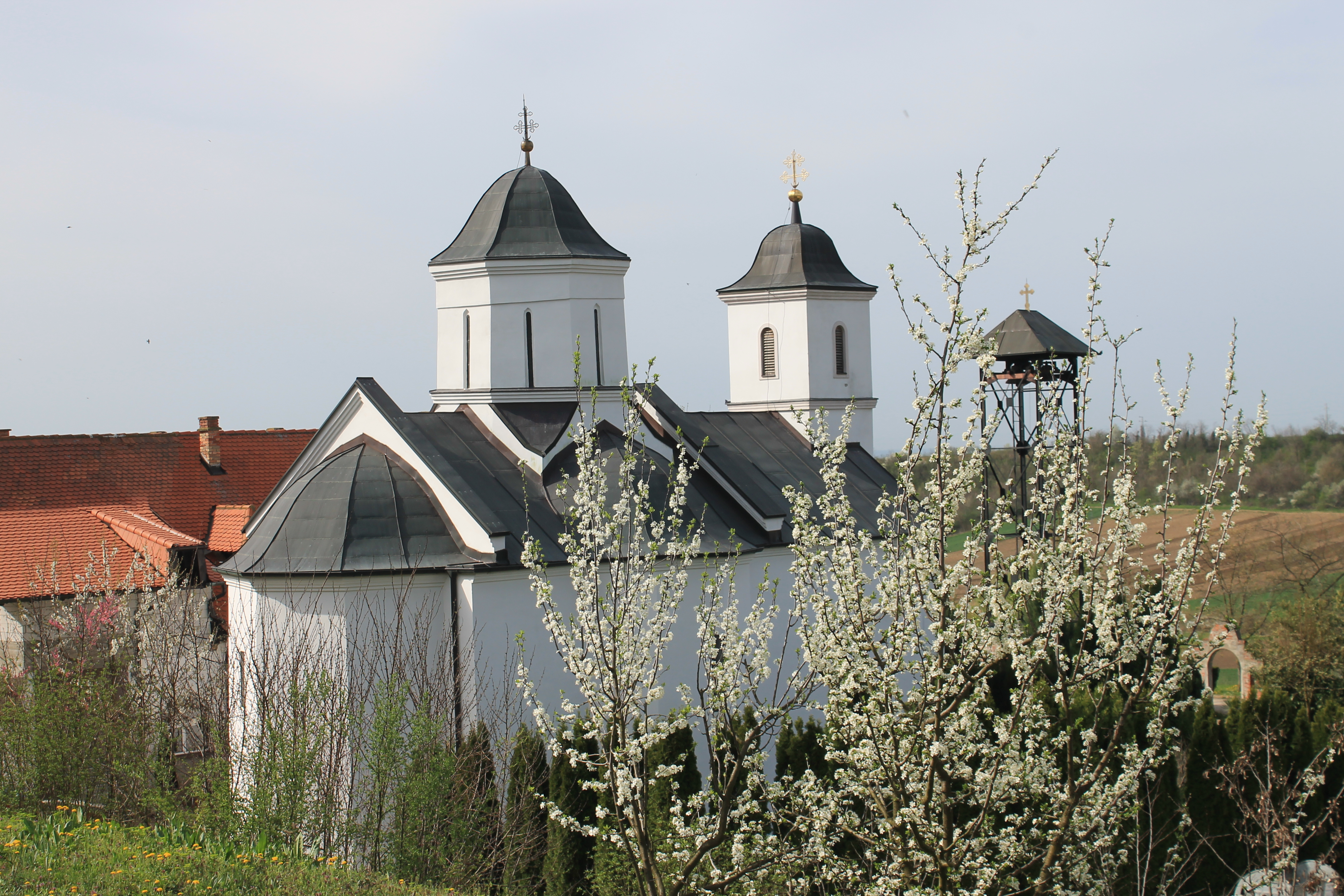
Widok na monastyr z zewnątrz